# Sandgökbi
Sandgökbi (Nomada baccata) är en biart som beskrevs av Smith 1844. Den ingår i släktet gökbin och familjen långtungebin. Inga underarter finns listade i Catalogue of Life.

## Beskrivning
Arten är ett avlångt, nästan hårlöst bi. Honan har röda teckningar på det i övrigt svarta huvudet och mellankroppen (bland annat överläppen och bakre delen av mellankroppen), medan tergiterna i huvudsak är rödbruna med blekgula teckningar på sidorna och svarta bakkanter. Hanen har en gulvit mask i ansiktet och vita skulderhörn, men är i övrigt svart utom de blekgula sidomarkeringarna på tergiterna och ibland även två röda fläckar på mellankroppens bakkant. Arten är ett litet bi; kroppslängden är mellan 6 och 8 mm.

## Taxonomi
Arten har tidigare, och så sent som 2000, av vissa auktoriteter betraktats som andra generationen av mosandbi.

## Ekologi
Sandgökbiet bygger inga egna bon, utan larven lever som boparasit hos silvergökbi där den dödar ägget eller larven och lever på det insamlade matförrådet. Arten håller till i liknande habitat som värdarten: Sandiga områden som sandtag, dyner, solbelysta sandområden samt beväxt mark på sandjord som ljungmarker och tallskog. Arten förefaller att ha en generation per år med en flygtid från mitten av juli till augusti eller början av september. Vissa rapporter om en extra, tidigflygande generation i Sydeuropa finns dock. Arten har observerats på näringsväxter som ljung, rölleka och mjölke.

## Utbredning
Arten är endemisk för Europa där den finns i spridda populationer, i huvudsak i de norra och mellersta delarna med ungefärlig sydgräns på den europeiska kontinenten vid Frankrike–nordligaste Italien. Den finns dock även på Kreta. I Sverige finns den numera (2022) endast i norra Bohuslän, i närheten av Strömstad, men den har tidigare, före 1950, funnits i Skåne, Halland, Blekinge och Småland. Fynd rapporterade 1984 från Öland bedöms inte som trovärdiga av Artdatabanken. I Finland finns den i spridda förekomster på fastlandet från sydvästkusten och Kymmenedalen upp till nordvästra Norra Savolax och södra Kajanaland. I Norge upptäcktes den på Hvaler i juli 2014. Den förekommer också i Danmark.

## Status
Sandgökbiet är ingenstans någon vanlig art. Internationellt (det vill säga i Europa) är den rödlistad av IUCN som nära hotad ("NT"); som främsta hot anges värdbiets minskning samt, lokalt, markstörning genom motorcykeltrafik och ridning. I Sverige är den rödlistad som starkt hotad ("EN"). Främsta orsak anges artens fragmentering vara: Inte bara sandgökbiet utan också dess värdart är starkt bundna till sandmarker, och detta utgör en begränsande faktor i dagens samhälle. Igenväxning och nyplantering utgör andra hot. I Finland är arten rödlistad som sårbar ("VU").